# Pietro Anderlini
Pour les articles homonymes, voir Anderlini.
Pietro Anderlini ou Pietro Andorlini, (Florence, 1687 - Florence, 25 janvier 1755) est un peintre italien qui fut actif pendant la période rococo, principalement dans sa ville natale de Florence, spécialiste dans la quadratura et la perspective illusionniste.

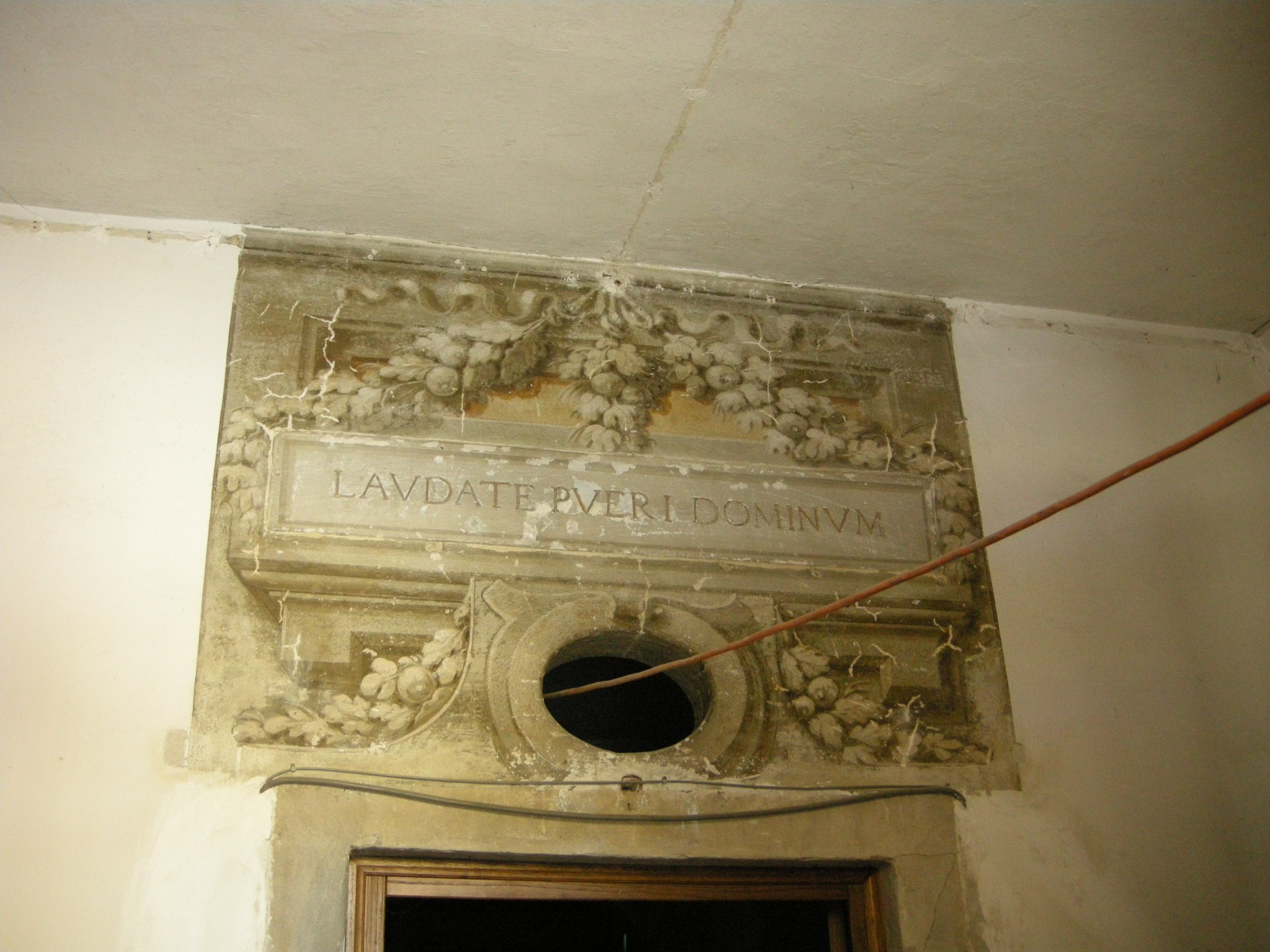
Oratoire San Niccolò del Ceppo, Florence.

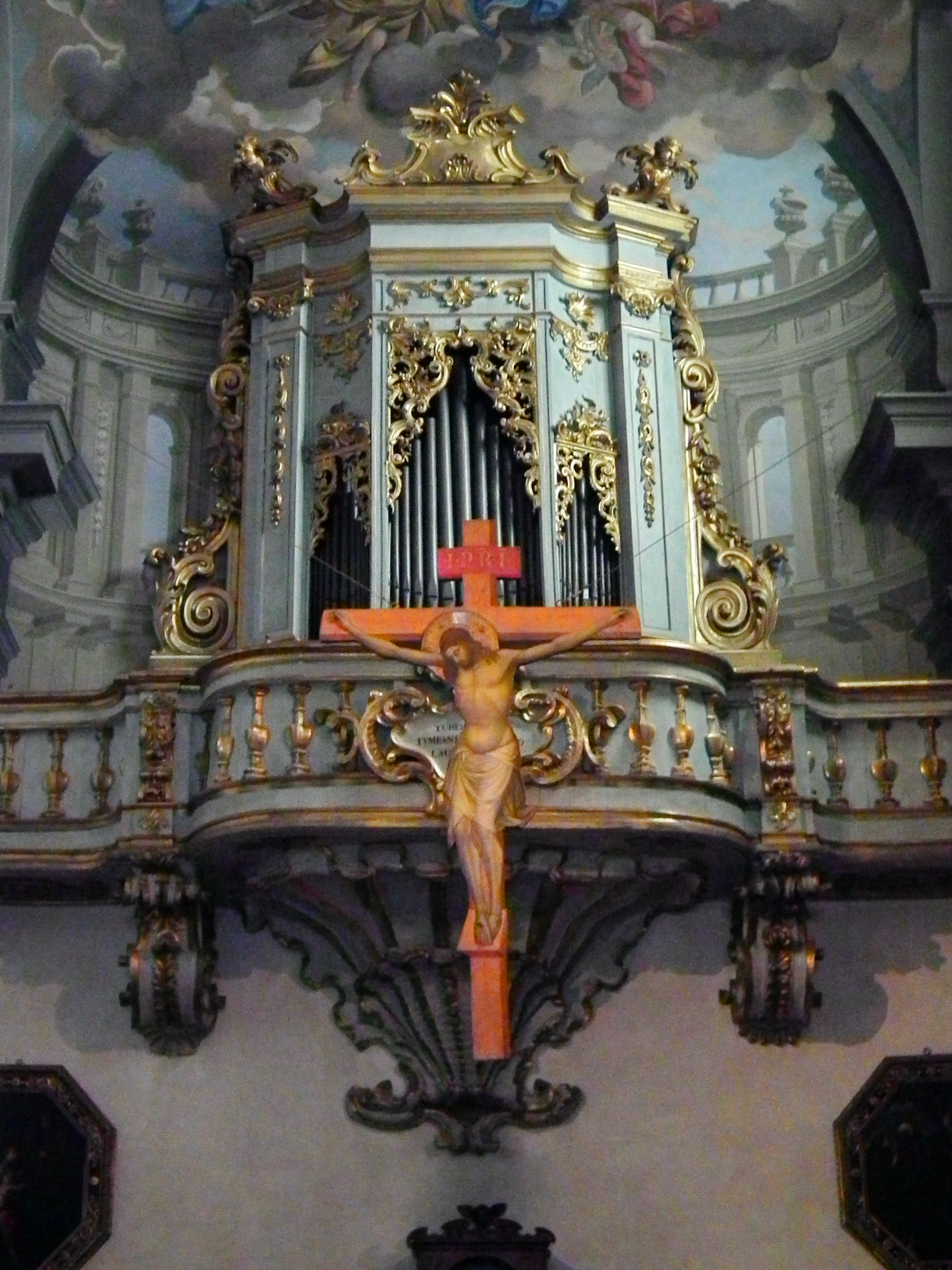
Perspective illusionniste derrière les orgues, église San Giuseppe, Florence.

## Biographie
Pietro Anderlini ou Pietro Andorlini, est un peintre de quadratura qui simule par la peinture des reliefs architecturaux tenant compte par la perspective de l'emplacement des spectateurs.
Les documents biographiques le concernant sont rares, mais il est attesté qu'il a été élève de Giuseppe Tonelli.
Sa première œuvre documentée est une fresque située dans la basilique San Lorenzo de Florence (1718). Il a travaillé en collaboration des principaux peintres florentins du XVIIIe siècle.
Anderlini a travaillé aussi pour le théâtre pour les décors et comme scénographe. Il a été membre de l'Accademia degli Immobili, pour laquelle il décora la voûte du Teatro della Pergola (1728) et, en 1732, il travailla au Teatro del Cocomero pour l'Accademia degli Infocati où il a peint des décors pour les œuvres de Pietro Metastasio (La Semiramide, La Didone abbandonata).
Pietro Anderlini est probablement mort à Florence en 1755.

## Œuvres
- Quadratura, Oratoire San Niccolò del Ceppo, Florence,
- Fresque (1718), basilique San Lorenzo de Florence, Florence,
- Perspective illusionniste, église San Giuseppe, Florence,
- Quadratura du chœur de l'église Santissima Annunziata de Pistoia (1720) en collaboration avec Lorenzo del Moro pour les fresques de Giovanni Domenico Ferretti.
- Quadratura du couvent de l'église San Francesco à Castelfiorentino pour les fresques de Agostino Veracini (1721).
- Quadratura (1730), église Santi Prospero e Filippo, en collaboration avec Lorenzo del Moro qu'il remplaça à partir de 1735 pour les fresques de Giovanni Domenico Ferretti.
- Décoration du second étage du Palazzo Panciatichi de Florence avec Ferretti et Vincenzo Meucci.
- Une de ses plus importantes décoration pour la Badia Fiorentina où, en 1734, il décora les fresques du chœur de Ferretti et ensuite la Cappella di San Mauro pour les fresques de Vincenzo Meucci.
- En 1734, il travailla à l'Oratoire San Niccolò del Ceppo, pour les fresques de Ferretti, qui est le peintre avec lequel il a le plus collaboré.
- Décoration du Palazzo Arcivescovile de Florence, ainsi que la petite église San Salvatore al Vescovo, toujours pour les fresques de Ferretti e Meucci.
- Décoration du réfectoire de la Basilica della Santissima Annunziata (1742) (fresques de Ferretti), Florence.
- Palazzo Rucellai,
- Palazzo Capponi,
- Palazzo Pucci,
- Quadratura au Palazzo Sansedoni, Sienne, fresques de Ferretti et Giuseppe Melani.
- Villa Flori, Pescia (fresques de Ferretti).
- Fresques (1752), église San Giuseppe, Florence (en collaboration avec Sigismondo Betti).
- Église Santissimo Crocifisso, Volterra.
- Cripta della Misericordia, Colle di Val d'Elsa.
- Cripta dei Santi Raniero e Luigi (1748), San Giuliano Terme.